# Йохан Фридрих I фон Хоенлое-Йоринген
Йохан Фридрих I фон Хоенлое-Йоринген (на немски: Johann Friedrich I von Hohenlohe-Oehringen; * 31 юли 1617, Нойенщайн; † 17 октомври 1702, Йоринген) е граф на Хоенлое в Йоринген.

## Произход и наследство
Той е най-възрастният син на граф Крафт VII фон Хоенлое-Глайхен в Нойенщайн (1582 – 1641) и съпругата му пфалцграфиня София фон Цвайбрюкен-Биркенфелд (1593 – 1676), дъщеря на пфалцграф Карл I фон Цвайбрюкен-Биркенфелд и Доротея фон Брауншвайг-Люнебург. Брат е на Зигфрид (1619 – 1684), от 1677 г. граф във Вайкерсхайм, Волфганг Юлиус (1622 – 1698), от 1677 г. граф на Хоенлое-Нойенщайн, и на Йохан Лудвиг (1625 – 1689), от 1677 г. граф в Кюнцелсау.
През 1677 г. той и братята му си поделят владенията на рода. Йохан Фридрих I получава Йоринген.

## Фамилия
Йохан Фридрих I се жени на 28 август 1665 г. в Нойенщайн за принцеса Луиза Амьона фон Шлезвиг-Холщайн-Норбург (* 15 януари 1642, дворец Норбург; † 11 юни 1685, Йоринген), дъщеря на херцог Фридрих фон Шлезвиг-Холщайн-Норбург. Те имат децата:
- Фридрих Крафт фон Хоенлое-Йоринген (1667 – 1709), женен 1695 г. за графиня Христина Елизабет фон Ербах-Фюрстенау (1673 – 1734)
- София Елеанора (1668 – 1728), монахиня в манастир Гандерсхайм
- Йохан Ернст фон Хоенлое-Йоринген (1670 – 1702), женен 1699 г. за Елеонора Юлиана фон Хоенлое-Лангенбург (1669 – 1730)
- Шарлота Луиза (1671 – 1697), омъжена 1696 г. за граф Йохан Фридрих фон Кастел-Рюденхаузен (1675 – 1749)
- Мария Христиана Амьона (1673 – 1753)
- Карл Лудвиг фон Хоенлое-Вайкерсхайм (1674 – 1756), женен I. 1711 г. за маркграфиня Доротея Шарлота фон Бранденбург-Кулмбах (1691 – 1712), II. 1713 за графиня Елизабет Фридерика София фон Йотинген-Йотинген (1691 – 1758)
- София Елизабета (1676 – 1676)
- Августа Фридерика (1677 – 1752), омъжена 1698 г. за граф Кристиан Албрехт фон Волфщайн (1672 – 1740)
- Юлиана Елизабет (1679 – 1679)
- Вилхелмина Доротея (1680 – 1680)
- Луиза Амьона (1681 – 1735)
- Йохан Фридрих фон Хоенлое-Йоринген (1683 – 1683), 1764 г. княз, женен 1710 г. за ландграфиня Доротея София фон Хесен-Дармщат (1689 – 1723)
- Хенриета Амалия (1685 – 1688)